# Всемирная история, часть 1
«Всемирная история, часть 1» (англ. History of the World, Part I) — американский комедийный фильм, выпущенный в 1981 году, сценаристом, продюсером и режиссёром которого выступил Мел Брукс.
Несмотря на название «Часть 1», изначально никаких планов на продолжение не было. Название представляет собой пьесу «История мира, том 1» сэра Уолтера Рэли, а также подробно ниже, однако спустя 40 лет после выхода данного фильма, стриминговый сервис Hulu объявил, что он заказал продолжение в виде мини-сериала под названием «Всемирная история, часть 2», премьера которого состоялась 6 марта 2023 года.

## Сюжет
Фильм представляет собой пародию на исторический киноальманах, включающий в себя приемы пеплум, костюмирование под эпоху и т. п. Сам по себе сюжет фильма можно разделить на четыре основные сегмента: каменный век, Римская империя, Испанская инквизиция и Великая французская революция.

### Каменный век
В этом отрезке показано получение огня пещерными людьми, первое бракосочетание, первый художник, первый критик, первые попытки создания комедии и музыки.

### Ветхий завет
Моисей поднимается на гору Синай и получает от бога пятнадцать заповедей на трёх скрижалях, но по дороге обратно роняет одну скрижаль и в итоге до нас доходят лишь десять заповедей.

### Римская империя
Свифтус уведомляет Комикуса, что тот прибыл в дворец Цезаря. По дороге к дворцу Комикус влюбляется в весталку Мириам и становится другом эфиопскому рабу Иосифу, который служит императрице Нимфо.
Во дворце император Нерон услаждает себя пищей и красивыми девушками. Комикус и Иосиф оскорбляют Нерона, за что им грозит смерть в гладиаторском поединке. Но они сбегают из дворца с помощью Мириам, Нимфо и лошадей.

### Испанская инквизиция
Этот отрывок фильма снят в стиле Басби Беркли как одна длинная песня-танец в исполнении Торквемады.

### Великая французская революция
Красавица мадемуазель Рембо просит короля Людовика помиловать своего отца, заключенного в Бастилию на 10 лет. Взамен король просит провести с ним ночь.

## Роли исполняют
- Мел Брукс — Моисей, Комикус, Торквемада, Пис-бой, Людовик XVI
- Дом Делуиз — Цезарь
- Мэдлин Кан — Императрица Нимфо
- Харви Корман — князь де Монэ
- Клорис Личмен — Мадам Дэфарж
- Рон Кэри — Свифтус
- Грегори Хайнс — Иосиф
- Памела Стивенсон — мадемуазель Рембо
- Шекки Грин — Маркус Виндиктус
- Сид Сизар — вождь пещерных людей
- Мэри-Маргарет Хьюмс — Мириэм
- Орсон Уэллс — от автора

В фильме в эпизодических ролях появляются Хью Хефнер, Барри Левинсон и Джон Хёрт.

## Производство
Брукс вспоминал, что вдохновением для создания фильма послужил случай 1979 года:

Я шёл с парковки у студии 20th Century Fox в свой офис, когда один из техников, которые работали над фильмом «Страх высоты», крикнул мне из кузова грузовика:
— Эй, Мэл, что будет дальше? Планируете снять что-то большое?
Неожиданно мне в голову пришло самое громкое название, которое я только мог придумать:
— Да, самый выдающийся фильм из когда-либо созданных. Он будет называться «Всемирная история».
Кто-то ещё в грузовике крикнул:
— Как можно охватить весь мир одним фильмом?
— Ты прав, — крикнул я. — Вероятно, я назову его «Всемирная история. Часть 1».

Ричард Прайор должен был сыграть роль Иосифа Флавия, но за два дня до съёмок был госпитализирован с ожогами, полученными в результате инцидента. Актриса Мэдлин Кан предложила замену в виде Грегори Хайнса. Джон Клиз изначально должен был сыграть «Графа де Моне», но из-за конфликта со съемочнмым графиком вместо него снялся Харви Корман.
Прибытие Комика во дворец Цезаря было снято в отеле Сизарс-пэлас в Лас-Вегас.
Из финальной версии фильма была удалена сцена с упоминанием авария на АЭС «Три-Майл-Айленд», в которой были показаны подвергшиеся влиянию радиации «отец и мать, загримированные так, чтобы они выглядели как наполовину собака и наполовину кошка».

## Релиз

### Критика
Фильм имеет рейтинг одобрения 61 % на Rotten Tomatoes на основе 33 рецензий. Фильм был номинирован на звание «Худший фильм» на церемонии 1981 Stinkers Bad Movie Awards, но проиграл это звание фильму «Тарзан, человек-обезьяна». В пересмотренном бюллетене, опубликованном в 2007 году, номинация на звание «Худший фильм» была удалена, а вместо этого он был номинирован на «Самая до боли несмешная комедия» (которую он выиграл). Он также был номинирован на золотую малину за «Худшую песню» на той же церемонии за «Инквизицию» (проиграл «Baby Talk» из «Отцовство»).
Роджер Эберт поставил фильму две звезды из четырёх и описал его как «бессвязную, недисциплинированную, иногда смущающую неудачу одного из самых одарённых создателей комиксов. Что пошло не так? обоснование его фильма, поэтому нет уверенного повествовательного импульса, чтобы продолжить его». Джин Сискель, поставил ему три звезды из четырёх и сказал, что, хотя фильм «много заимствован из предыдущей работы [Брукса]», он «содержит много смешных моментов». Джанет Маслин из «The New York Times» написала: «В фильме много знакомых забавных шуток… Но фильм настолько кислый, что его юмор часто подрывается, потому что так много шуток либо подлые, либо копрологические, либо и то, и другое». Полин Кель из «The New Yorker» была настроена положительно и написала: «Это тотальная атака на вкус и табу, и это заставило меня много смеяться». «Variety» назвал фильм «разочаровывающе неровным фарсом, который вызывает изрядную долю сердечного смеха в первой половине, но выдыхается задолго до конца». Шейла Бенсон из «Los Angeles Times» написала: «Предположительно, все были так заняты ерундой и реакцией друг на друга, что не осталось никого, кто мог бы прислушаться к этой истории и сказать: „Не надо“. Фильм не только не смешной, но и большой, раздутый, грохочущий, как зануда». Гэри Арнольд из «The Washington Post» назвал это «забавной мешаниной пародий, которая возвращает Мела Брукса в живую форму, к лучшему или к худшему… В значительной степени забавные вещи работают в смехе — вопреки себе». Киногид Леонарда Малтина дал фильму полторы звезды из возможных четырёх и заявил, что шутки «варьируются от весёлых до отвратительных. Через некоторое время импульса больше нет, и всё это просто лежит там, несмотря на усилия большого комического состава».
Джонатан Розенбаум всегда отстаивал фильм как вызывающее чувство вины, написав, что «замечательные вещи настолько забавны, что делают большую часть ужасных вещей терпимыми… Имейте в виду, что Брукс более словесный, чем визуальный в ориентации и вы будете щедро вознаграждены».

### Сборы
Фильм был показан в 484 кинотеатрах в те же выходные, что и фильмы «В поисках утраченного ковчега» и «Битва титанов» и занял четвёртое место в рейтинге за первые выходные с прибылью в 4,8 миллиона долларов после «Рейдеров», «Столкновения» и «Приятные Мечты». При средней цене за экран в 10.000 долларов это был самый высокий показатель открытия Брукса в расчёте на один экран. Несмотря на сильный старт, плохая молва повлияла на его кассовые сборы. Хотя он собрал 31,7 миллиона долларов, это было сочтено коммерческим разочарованием, потому что фильм хорошо «отслеживался», а предыдущие фильмы Брукса были очень успешными.

### Выход на видео
«Всемирная история, часть 1» была выпущена на DVD. Согласно MPAA, фильм получил рейтинг «R» за «сексуализированный юмор, грубую речь, насилие, секс, наготу, а также употребление наркотиков». В мае 2010 года он был выпущен на Blu-ray.

## Продолжение
В конце фильма Мел Брукс обещает продолжение комедии, анонсируя будущие эпизоды («Гитлер на льду», «Похороны викинга» и «Евреи в космосе»), на самом же деле никакого продолжения не выходило, а название «Всемирная история: часть 1» и анонс будущей картины всего лишь шутка Мела Брукса. Однако эта шутка была уже испорчена, когда в 2021 году уже официально было анонсировано о производстве продолжения.
18 октября 2021 года Hulu и Searchlight Television (телевизионное подразделение дочерней студии 20th Century, Searchlight Pictures) объявили, что продолжении в виде мини-сериала под названием «Всемирная история: Часть II» официально находится в разработке, производство начнётся весной 2022 года. Мел Брукс продюсировал и снимал сериал вместе с Вандой Сайкс, Айком Баринхолцем и Ником Кроллом в главных ролях. Премьера запланирована на 6 марта 2023 года.